# Марк (Левків)
Марк (в миру Левків Михайло Степанович; 20 листопада 1979, Реклинець) — архієрей Православної церкви України (до 15 грудня 2018 року — Української православної церкви Київського патріархату), архієпископ Кропивницький і Голованівський.

## Життєпис
Народився в сім'ї селян.
У 1986 році пішов у перший клас Реклинецької ЗОШ, яку закінчив у 1997 році.
У 1994 році закінчив Великомостівську школу мистецтв.
У 1999 році вступив у Волинську духовну семінарію, яку закінчив у 2003 році за першим розрядом.
З благословення митрополита Луцького і Волинського Якова (Панчука), 17 квітня 2003 року єпископом Чернігівським та Ніжинським Михаїлом (Зінкевичем) пострижений у чернецтво з іменем Марк, на честь преподобного Марка Подвижника Києво-Печерського.
З благословення митрополита Луцького і Волинського Якова 18 квітня 2003 року в Свято-Троїцькому кафедральному соборі м. Луцька єпископом Чернігівським і Ніжинським Михаїлом рукоположений в дияконський сан.
20 квітня того ж року в Свято-Троїцькому кафедральному соборі м. Луцька митрополитом Яковом рукоположений у сан пресвітера.
В період від вересня 2003 року по листопад 2008 року рішенням Священного синоду Української православної церкви Київського патріархату був настоятелем Свято-Миколаївського монастиря в селі Жидичин Волинської єпархії.
Рішенням педагогічної ради Волинської духовної семінарії з вересня 2003 року призначений духівником Волинської духовної семінарії.
З 2007 року духівник жіночого монастиря Різдва Христового міста Володимир-Волинського.
В період від 2006 року до 2007 року обіймав посаду намісника монастиря Різдва Христового міста Луцька, а також настоятеля місцевої парафії Великомученика Димитрія. В цей період був духівником Молодіжного православного братства Миколи Святоші, князя Луцького.
13 жовтня 2007 року возведений в сан ігумена, та призначений секретарем Волинської єпархії.
З благословення Святійшого Патріарха Філарета з листопада 2008 року звільнений від усіх посад та послухів у Волинській єпархії та переведений у клір Київської єпархії із зачисленням до братії Свято-Михайлівського Золотоверхого монастиря.
Протягом листопада 2008 — січня 2009 р. виконував обов'язки секретаря Святійшого Патріарха Філарета.
8 січня 2009 року за Божественною літургією у Свято-Михайлівському Золотоверхому соборі міста Києва Святійшим Патріархом Філаретом возведений в сан архімандрита.

## Єпископське служіння
25 січня 2009 р. Священним синодом обраний на єпископа Кіровоградського і Голованівського.
1 лютого 2009 р. Святійшим Патріархом Київським і всієї Руси-України Філаретом у співслужінні митрополита Переяслав-Хмельницького Димитрія, архієпископів Луцького і Волинського Михаїла та Черкаського і Чигиринського Іоанна, єпископів Харківського і Богодухівського Лаврентія, Чернігівського і Ніжинського Іларіона та Васильківського Євстратія рукоположений на єпископа Кіровоградського і Голованівського.
15 грудня 2018 року разом із усіма іншими архієреями УПЦ КП взяв участь у Об'єднавчому соборі в храмі Святої Софії.
2 лютого 2023 року предстоятель ПЦУ митрополит Епіфаній підніс єпископа Марка до сану архієпископа.
Нагороджений орденом Архистратига Михаїла ІІ ступеня (2 лютого 2025).